# 당나귀젖

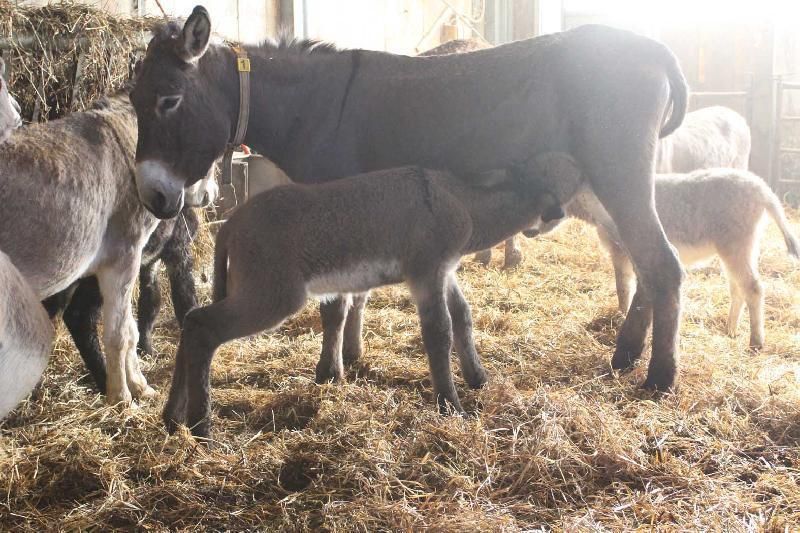
젖을 먹고있는 당나귀.

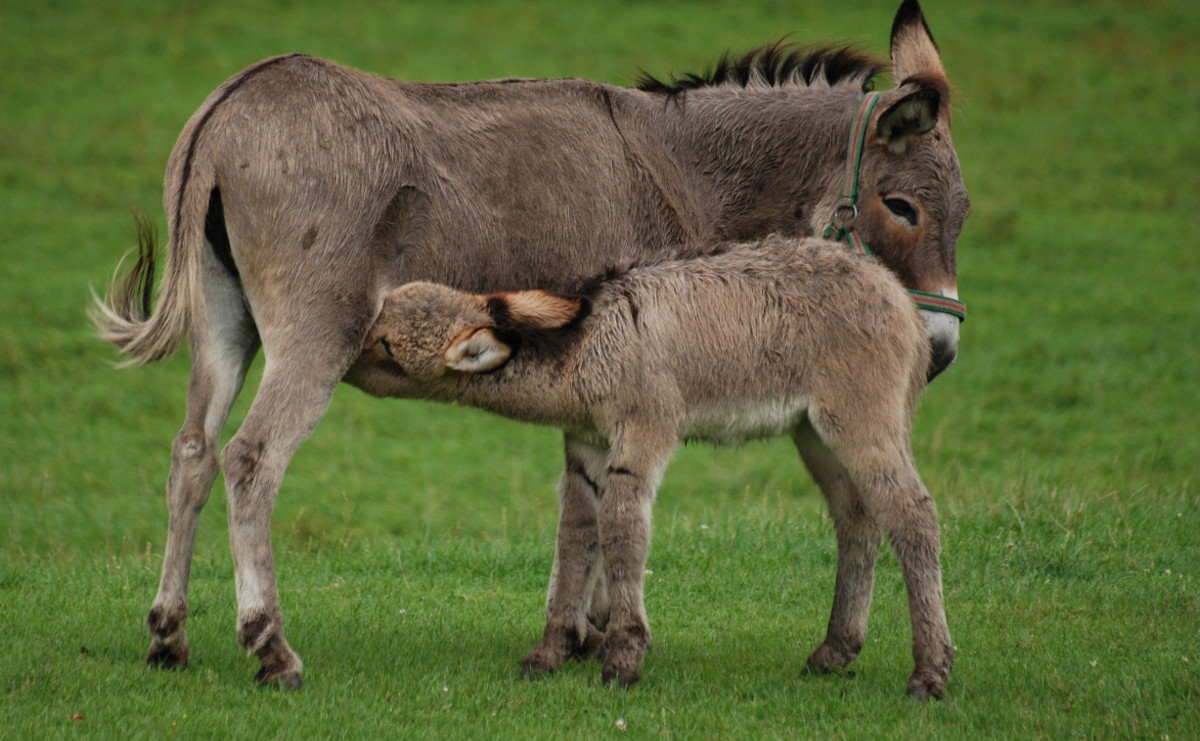
젖을 먹고있는 당나귀.

당나귀젖(영어: donkey milk)은 당나귀와 같이 당나귀아속에 속한 동물들에게서 나는 젖이다. 고대 이집트 시기부터 생산되기 시작하였으며 지금까지 꾸준한 생산량으로 생산되고 있다. 많은 당나귀젖 제품들이 식용으로 보급되지만 당나귀젖으로 화장품을 만들기도 한다. 암컷 당나귀는 하루에 보통 0.2에서 0.3리터 사이의 당나귀젖을 생산한다.

## 같이 보기
- 낙타젖
- 우유